# Wyeomyia limai
Wyeomyia limai är en tvåvingeart som beskrevs av Lane och Nelson Leander Cerqueira 1942. Wyeomyia limai ingår i släktet Wyeomyia och familjen stickmyggor. Inga underarter finns listade i Catalogue of Life.